# Ставка Гитлера

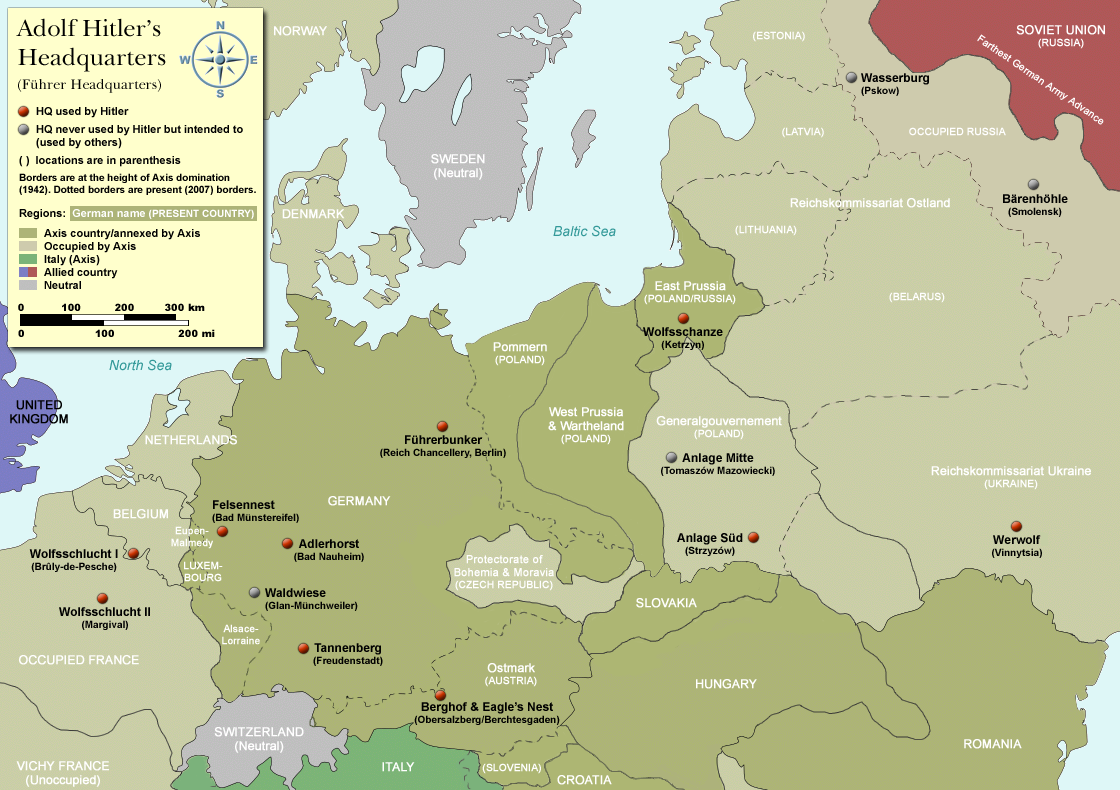
Расположение ставок фюрера в Европе

Ставка Гитлера (Ставка фюрера; нем. Führerhauptquartier, сокр. FHQ) — общее название командных пунктов верховного главнокомандующего вермахта Адольфа Гитлера во время Второй мировой войны.

Помимо самой известной — «Волчье логово» в Восточной Пруссии — существовал ещё ряд ставок. Они располагались в местах рядом с фронтом, где имелось хорошее автомобильное и железнодорожное сообщение. Места для ставок Гитлера выбирались двумя независимыми комиссиями, одна из них под председательством Эрвина Роммеля. 
| Название                                  | Другие названия                                           | Место                                                                             | Начало строительства | Построена                                                              | Эксплуатация |
| ----------------------------------------- | --------------------------------------------------------- | --------------------------------------------------------------------------------- | -------------------- | ---------------------------------------------------------------------- | --- |
| Особый поезд фюрера                       |                                                           | Во время похода против Польши; против Югославии и Греции                          |                      |                                                                        | Рабочий и жилой вагоны с зенитными пушками, несколько вагонов для связи и прессы, столовая и спальня для штаба с 3 по 26 сентября 1939 года; апрель 1941 года |
| Гнездо орла (нем. Adlerhorst)             | Mühle (OT) Bauvorhaben Z Lager K Bauvorhaben C Адлерхорст | Лангенхайн-Цигенберг, район Обер-Мёрлен в горном массиве Таунус (центр. Германия) | 1 сентября 1939      | да                                                                     | с 10 декабря 1944 во время Арденнской операции; до 15 января 1945 |
| Центр (нем. Anlage Mitte)                 | Askania Mitte                                             | Томашув-Мазовецки (Польша)                                                        | 1 декабря 1940       | да                                                                     | нет |
| Юг (нем. Anlage Süd)                      | Askania Süd                                               | Стрыжув (Польша)                                                                  | 1 октября 1940       | да                                                                     | 27 — 28 августа 1941 |
| Медвежья берлога (нем. Bärenhöhle)        | нет                                                       | Смоленск, Смоленская область, РСФСР (СССР)                                        | 1 октября 1941       | да                                                                     | Использовалась до 25 сентября 1943 (неудачное покушение на Гитлера 13 марта 1943 года). Единственная ставка, которая сохранилась целой и невредимой до наших дней. |
| Гнездо на утёсе (нем. Felsennest)         | Фельзеннест                                               | Родерт, близ Бад-Мюнстерайфель (западн. Германия)                                 | неизвестно           | да                                                                     | 10 мая 1940 — 6 июня 1940 — бункер фюрера; сентябрь 1944 — командный пункт 7-й армии в составе группы В; зима 1944—1945 — группы армий В |
| Ольга (нем. Olga)                         | нет                                                       | Орша, Витебская область, Белорусская ССР (СССР)                                   | 1 июля 1943          | нет                                                                    | нет |
| Великан (нем. Riese)                      | нет                                                       | Валим (Польша)                                                                    | октябрь 1943         | нет                                                                    | нет |
| S III                                     | Olga                                                      | Ордруф (центр. Германия)                                                          | осень 1944 (?)       | нет                                                                    | нет |
| Зигфрид (нем. Siegfried)                  | Hagen                                                     | Пуллах-им-Изарталь (южн. Германия)                                                | 1943                 | да                                                                     | нет |
| Танненберг (Tannenberg)                   | Сосновая гора                                             | Фройденштадт/Книбис, Шварцвальд (южн. Германия)                                   | 1 октября 1939       | да                                                                     | 27 июня 1940 — 6 июля 1940 |
| W3                                        | нет                                                       | Сен-Римэ близ Вандома (центр. Франция)                                            | 1 мая 1942           | нет                                                                    | нет |
| Лесная поляна (нем. Waldwiese)            | нет                                                       | Глан-Мюнхвайлер (западн. Германия)                                                | 1 октября 1939       | да                                                                     | нет |
| Крепость с водяным рвом (нем. Wasserburg) | нет                                                       | Псков, Псковская область, РСФСР (СССР)                                            | 1 ноября 1942        | да                                                                     | нет, передана группе армий «Север» |
| Вервольф (нем. Werwolf) Оборотень         | Eichenhain Дубовая роща                                   | пгт Стрижавка, близ Винницы, Украинская ССР (СССР)                                | 16 декабря 1941      | Три бетонных бункера, 81 деревянный домик, бассейн в лесной местности, | 16 июля — 30 октября 1942 — директива № 45 (летнее наступление на Кавказ), приказ № 1 (переход от наступления к обороне на Восточном фронте), 19 февраля — 13 марта 1943 — Приказ № 5 (Операция Цитадель), 27 августа — 15 сентября 1943 — принималось решение об отступлении из Донбасса |
| Волчье логово (нем. Wolfsschanze)         | Askania Nord                                              | Растенбург в Гёрлицком лесу (Восточная Пруссия)                                   | 1 декабря 1940       | Наземный бетонный бункер и несколько деревянных бараков                | с 24 июня 1941 по 10 ноября 1944 с перерывами |
| Волчье ущелье (нем. Wolfsschlucht I)      | нет                                                       | Брюлье-де-Пеш (Brûly-de-Pesche, Бельгия)                                          | 25 мая 1940          | да                                                                     | 4 июня 1940 — 27 июня 1940 |
| Волчий овраг II (нем. Wolfsschlucht II)   | W2                                                        | Марживаль (северн. Франция)                                                       | 1 сентября 1942      | да                                                                     | да |
| Цыган (нем. Zigeuner)                     | Brunhilde                                                 | Тионвиль в Лотарингии (вост. Франция)                                             | 1 апреля 1944        | нет                                                                    | нет |

Следует также упомянуть ставку Гитлера Оберзальцберг в Берхтесгадене и рейхсканцелярию с фюрербункером в Берлине.